# Estação Central do Brasil

Die Estação Central do Brasil, kurz Central do Brasil, ist ein Bahnhof im Zentrum der brasilianischen Metropole Rio de Janeiro.
Ursprünglich wurde auf dem Gelände 1858 die Estação do Campo der Eisenbahngesellschaft Estrada de Ferro Central do Brasil errichtet. Nachdem die Station zwischenzeitlich auch einmal offiziell Estação da Corte hieß, wurde sie 1898 nach dem seinerzeitigen Kaiser von Brasilien Estação Dom Pedro II benannt. 1971 erhielt sie durch die nationale Eisenbahngesellschaft Rede Ferroviária Federal, in deren Besitz der Bahnhof nach dem Ende von Ferro Central do Brasil 1969 ging, ihren heutigen offiziellen Namen, der allerdings schon vorher im allgemeinen Sprachgebrauch weite Verwendung fand.
Dem ursprünglichen Bahnhofsgebäude widerfuhren im Laufe der Zeit zahlreiche Erweiterungen und zwischen 1936 und 1953 wurde es im Zuge weiterer Erweiterung und Elektrifizierung des Netzes durch den heutigen Bau ersetzt.

Linienplan der Supervia (Central do Brasil rechts unten)

Auf seinem Höhepunkt war der Bahnhof von landesweiter Bedeutung und war beispielsweise Anfangspunkt der wichtigen Verbindung nach São Paulo. Nachdem der Passagierverkehr auf Mittel- und Langstrecken in Brasilien bis zu den 1980er Jahren praktisch eingestellt wurde, dient Central do Brasil dieser Tage als Endbahnhof und Knotenpunkt der Vorortzüge von Rio und gehört zu dessen Betriebsgesellschaft SuperVia.
Internationale Bekanntheit erreichte Central do Brasil durch den Film Central Station mit dem Originaltitel Central do Brasil, der 1999 in zwei Kategorien (bester fremdsprachiger Film und beste Hauptdarstellerin) für den Oscar nominiert war.

## Abbildungen

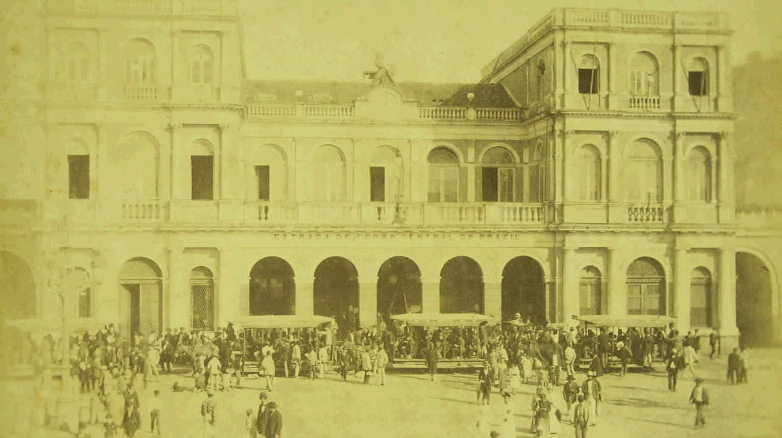
Estação Central Estrada de Ferro Central do Brasil, 1870
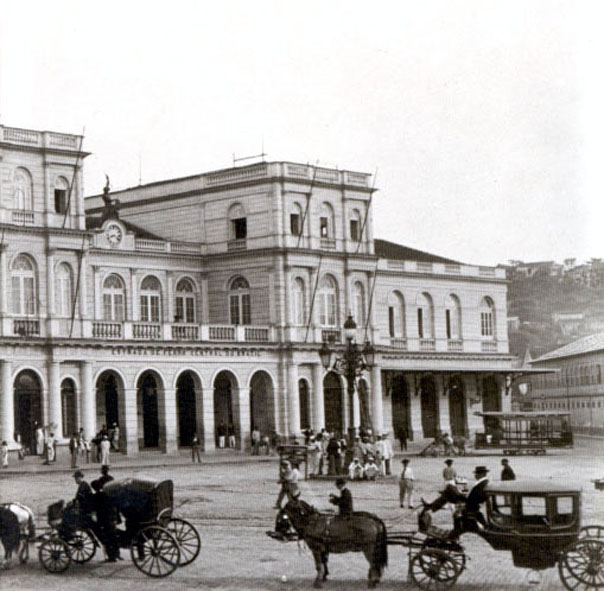
Estação Dom Pedro II, 1899
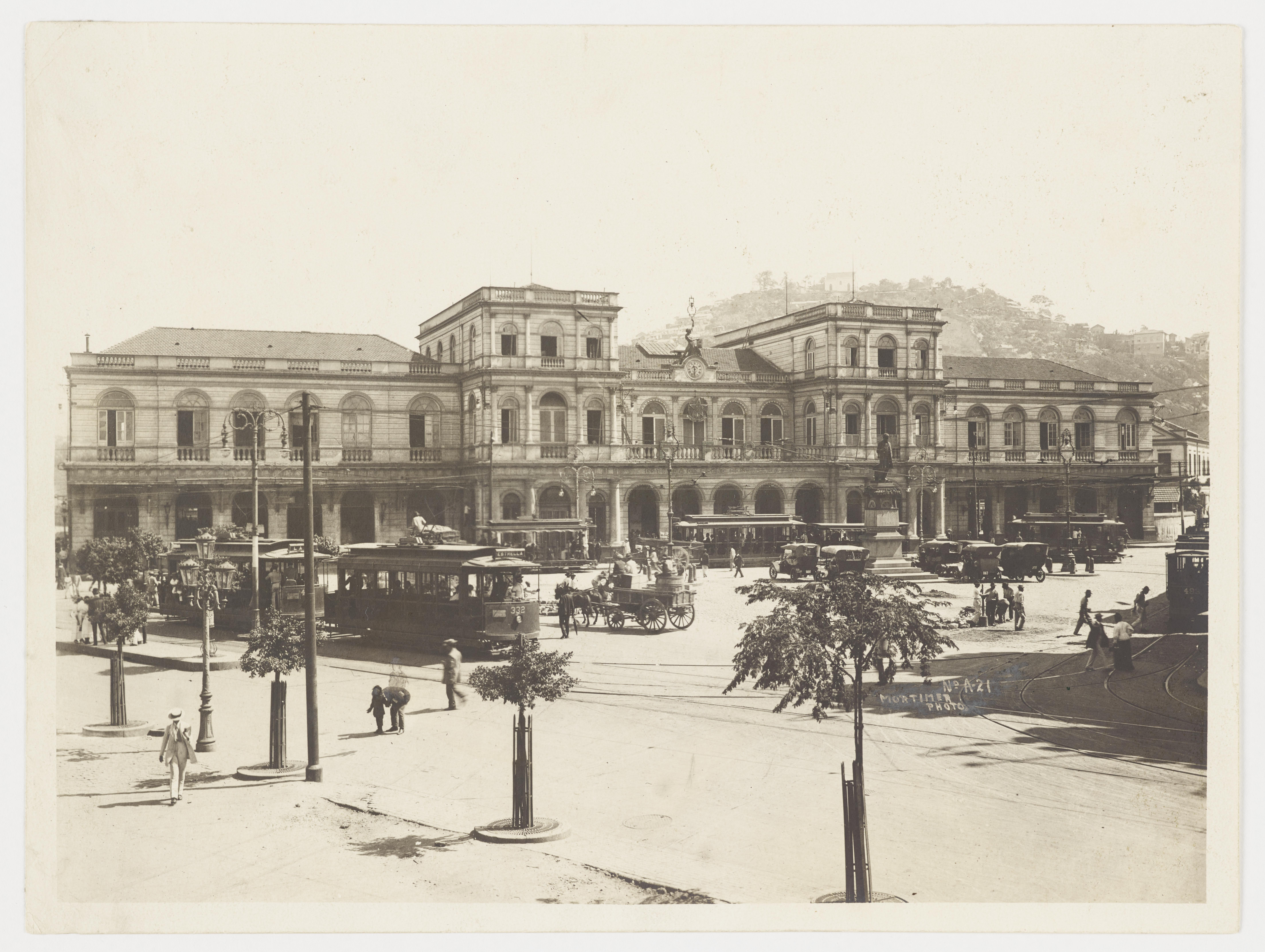
Estação Dom Pedro II, 1906
Central do Brasil, 1957
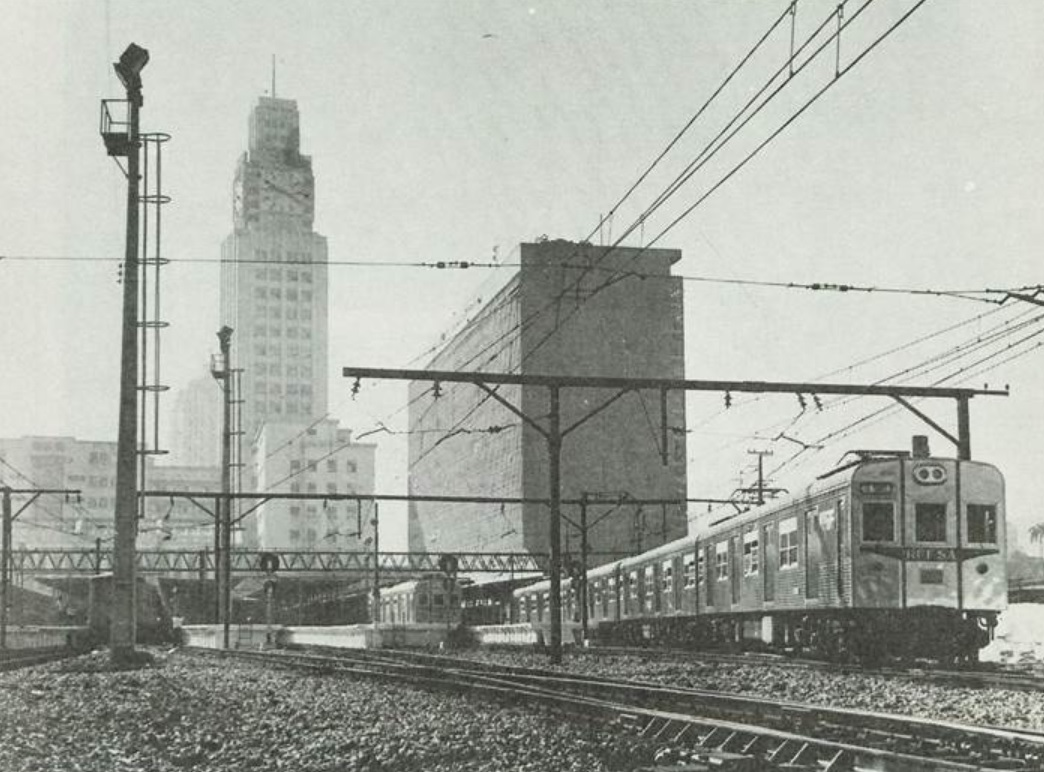
Central do Brasil, 1979
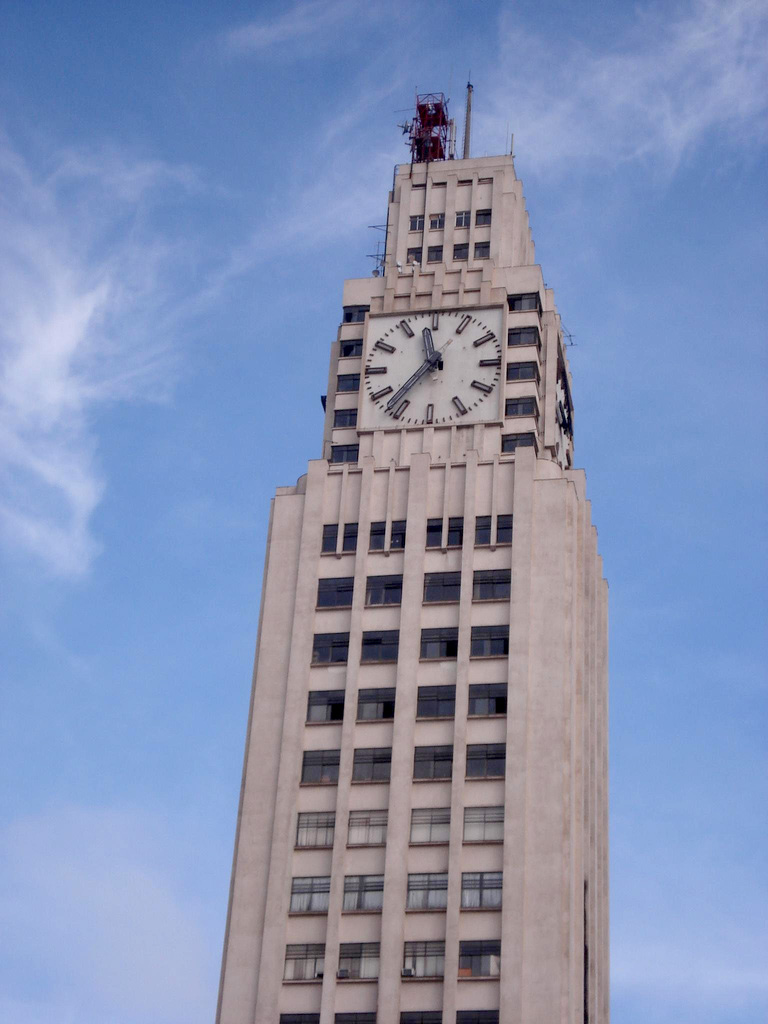
Central do Brasil – Glockenturm
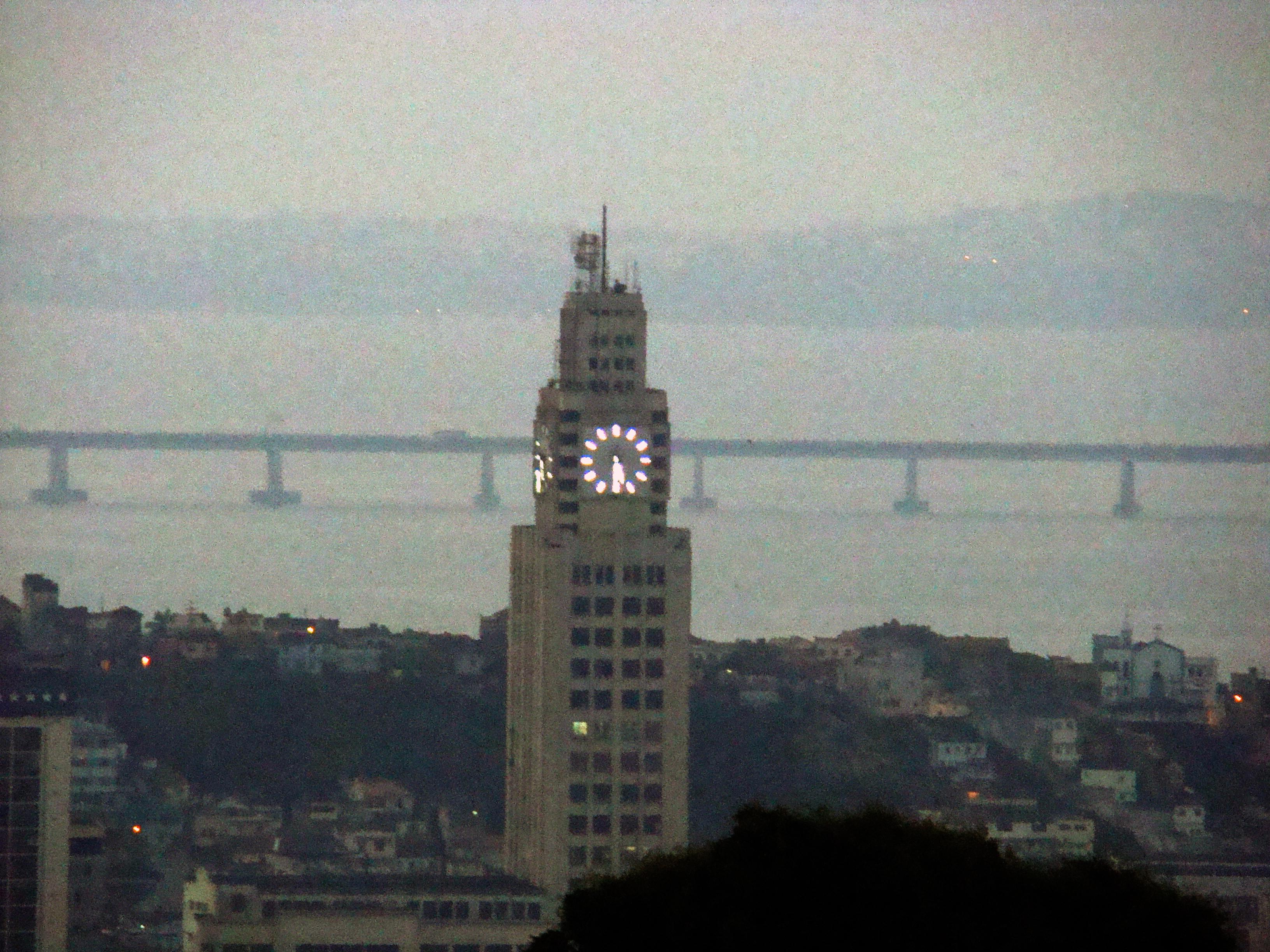
Central do Brasil – Glockenturm, im Hintergrund die Rio-Niterói-Brücke